# Тимощенков, Константин Андреевич
Константи́н Андре́евич Тимо́щенков (2 марта 1983, Свердловск, СССР) — российский футболист, игрок в мини-футбол, нападающий; тренер. Мастер спорта России международного класса.

## Биография
Начинал карьеру в екатеринбургской «Исети» из первой лиги, в 2003 году перешёл в «ВИЗ-Синару». В 2007 году, забив гол московскому «Динамо» в финале Кубка России, Тимощенков помог «ВИЗ-Синаре» впервые выиграть этот трофей. А через год он в составе «визовцев» стал обладателем Кубка УЕФА по мини-футболу. 22 июня 2012 года заключил долгосрочный контракт с «Сибиряком», в составе которого трижды становился бронзовым призёром Чемпионата России и финалистом Кубка России. В июле 2016 подписал контракт с «Синарой», где и закончил карьеру игрока. С октября 2017 года — тренер основной команды «Синара», с августа 2019 года — тренер команды «Синара-ВИЗ-Д». С января 2022 года является главным тренером клуба «Динамо-Самара».
В составе сборной России Тимощенков дебютировал в 2004 году в товарищеском матче против сборной Ирана.

## Достижения
- Обладатель Кубка УЕФА по мини-футболу: 2008
- Чемпион России по мини-футболу (2): 2009, 2010
- Бронзовый призёр Чемпионата России (3): 2014, 2015, 2016
- Обладатель Кубка России по мини-футболу: 2007
- Финалист Кубка России: 2016